# Listă de politicieni spanioli implicați în scandaluri publice
Aceasta este o listă de politicieni spanioli implicați în scandaluri publice:

## Eurodeputați
- Pablo Zalba Bidegain⁠(en)[traduceți], filmat în 2011 de jurnaliștii de la Sunday Times în timp ce accepta mită în schimbul susținerii unei legi.[1][2][3]

## Parlamentari regionali
- Rafael Blasco⁠(es)[traduceți], deputat în parlamentul Valencian (Corts Valencianes⁠(en)[traduceți]) condamnat în 2014 la opt ani de închisoare pentru fraudarea unei organizații caritabile.[4][5]
- Juan Manuel Sánchez Gordillo⁠(en)[traduceți], deputat în parlamentul Andaluziei, condamnat în 2013 pentru ocuparea ilegală a unui teren deținut de armată
- Francisco Granados⁠(es)[traduceți], deputat în parlamentul comunității Madrid, arestat în 2014 împreună cu alte 50 de persoane în Dosarul Gürtel⁠(es)[traduceți], acuzați că au luat mită în valoare de 250 de milioane de euro în schimbul acordării de contracte publice și permise ilegale de construcție.[6][7]

## Subprefecți
- Carlos Fabra⁠(es)[traduceți], fost subprefect al regiunii Castellon, condamnat în 2013 la patru ani de închisoare pentru evaziune fiscală la nivel înalt.[8]

## Alții
- Ángel Carromero⁠(en)[traduceți], condamnat în 2012 la patru ani de închisoare pentru uciderea a doi dizidenți cubanezi într-un accident de circulație.[9]